# Mercedes Chilla
Mercedes Chilla (Mercedes Chilla López; * 19. Januar 1980 in Jerez de la Frontera) ist eine spanische Speerwerferin.
Bei den U23-Europameisterschaften 2001 in Amsterdam gewann sie Silber und bei der Universiade 2003 in Daegu Bronze.
2004 schied sie bei den Olympischen Spielen in Athen in der Qualifikation aus. Im Jahr darauf holte sie Bronze bei den Mittelmeerspielen 2005 in Almería, scheiterte aber bei den Weltmeisterschaften in Helsinki in der Vorrunde. 2006 errang sie Bronze bei den Europameisterschaften in Göteborg. Einem Aus in der Qualifikation bei den Weltmeisterschaften 2007 in Ōsaka folgte ein neunter Platz bei den Olympischen Spielen 2008 in Peking.
Während sie bei den Weltmeisterschaften 2009 in Berlin und den Weltmeisterschaften 2011 in Daegu erneut nicht über die erste Runde hinauskam, wurde sie 2010 iberoamerikanische Meisterin und Sechste bei den Europameisterschaften in Barcelona.
Neunmal in Folge wurde sie spanische Meisterin (2003–2011). Dreimal stellte sie einen nationalen Rekord auf (62,32 m am 24. Juli 2004, Castellón; 63,20 m, 20. August 2006, Monaco; 64,07 m, 12. Juni 2010, Valencia).
Mercedes Chilla ist 1,70 m groß, wiegt 60 kg und wird von José María Vega trainiert.